# Kepler-186
Kepler-186 là một ngôi sao lùn loại M1 dãy chính nằm cách xa 582 năm ánh sáng trong chòm sao Thiên Nga. Ngôi sao lạnh hơn Mặt Trời một chút, với độ kim loại gần bằng một nửa. Nó được biết có 5 hành tinh trong đó bao gồm một hành tinh có kích thước bằng Trái đất đầu tiên được phát hiện trong vùng có thể sinh sống: Kepler-186f. Ngôi sao này chứa bốn hành tinh khác được phát hiện cho đến nay, mặc dù Kepler-186b, c và d ở quá gần, nhưng e ở gần rìa bên trong của vùng có thể sinh sống.

## Hệ hành tinh

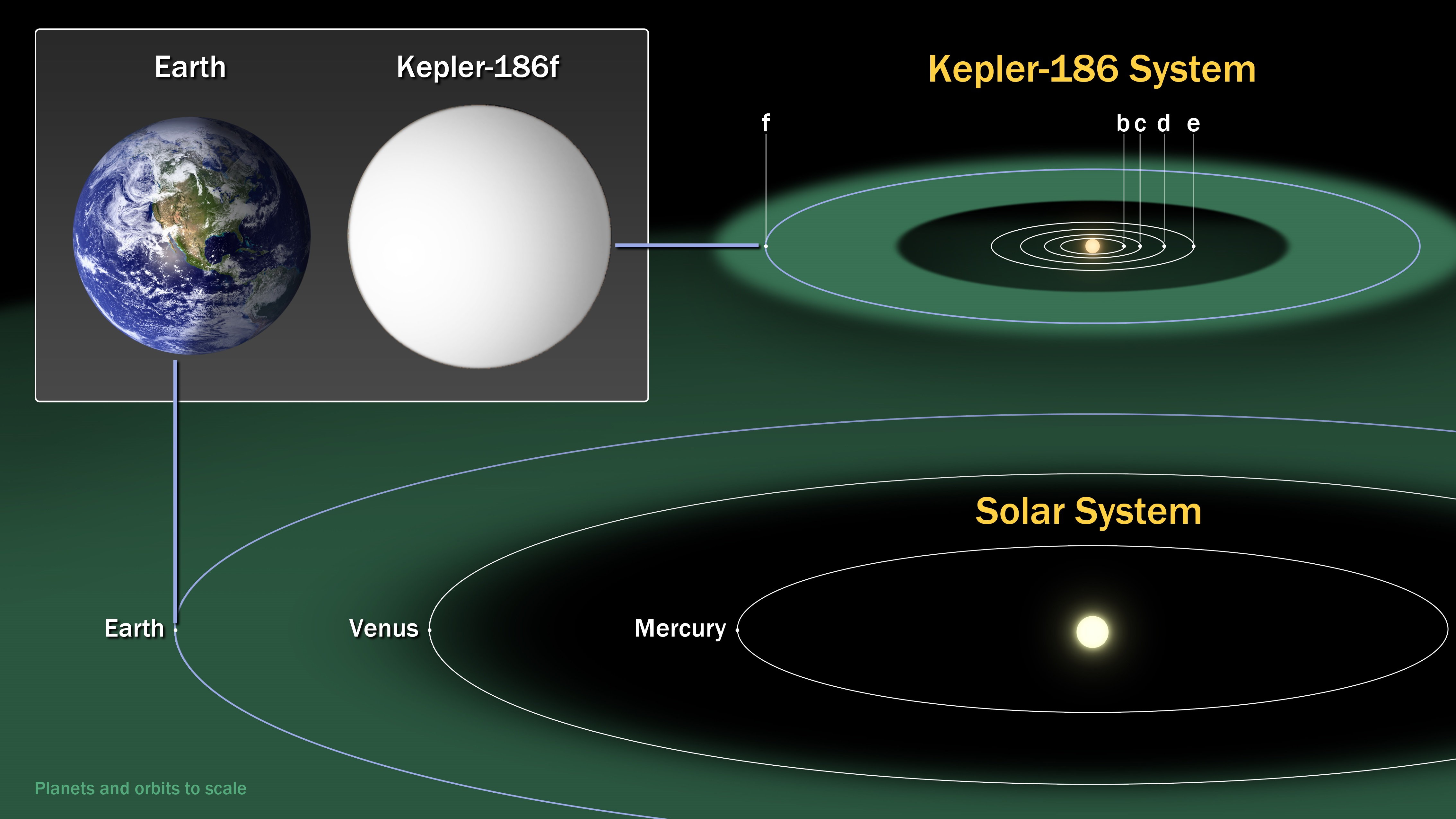
Hệ hành tinh Kepler-186

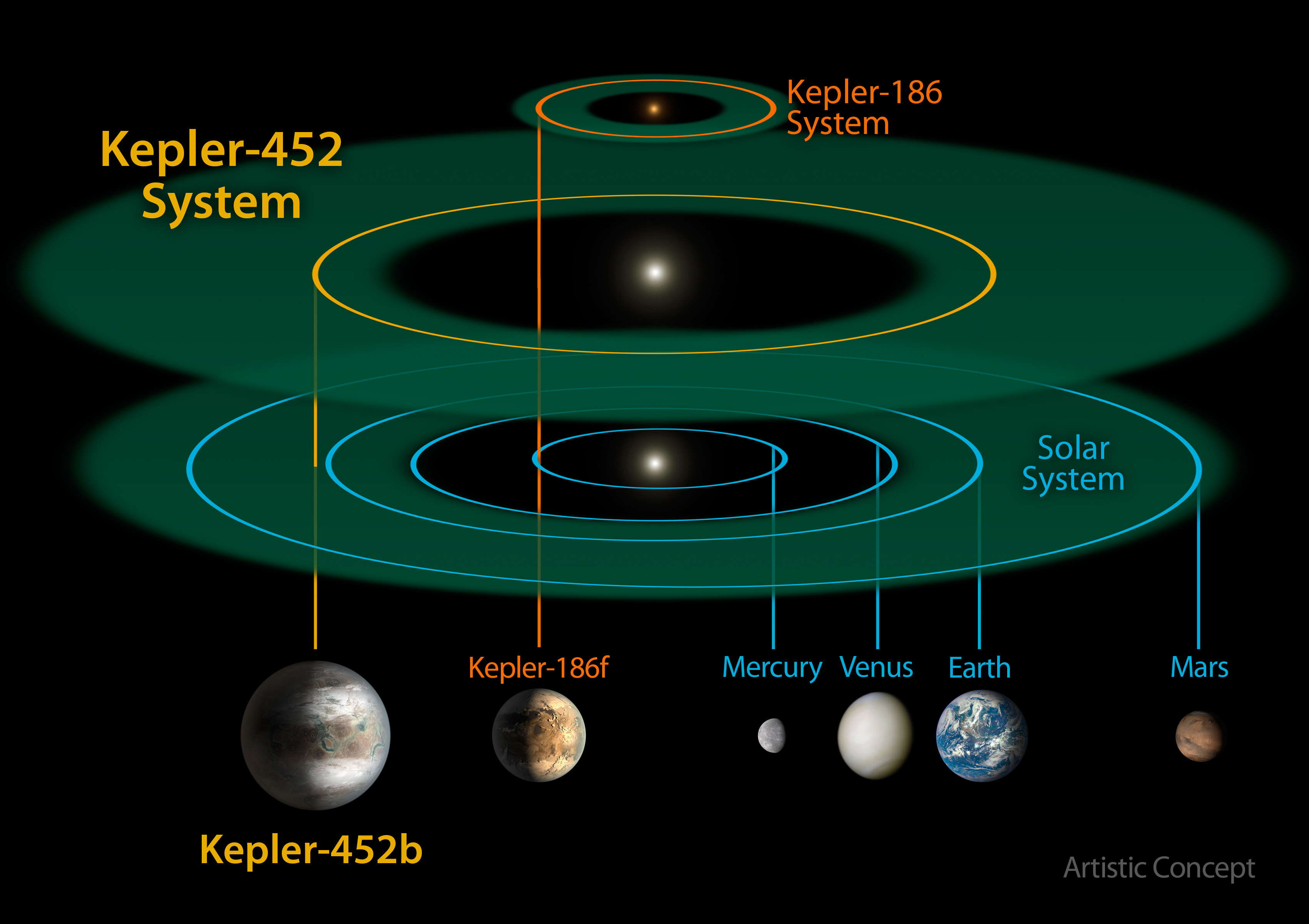
So sánh quỹ đạo Kepler-186 và Kepler-452

| Thiên thể đồng hành (thứ tự từ ngôi sao ra) | Khối lượng | Bán trục lớn (AU) | Chu kỳ quỹ đạo (ngày) | Độ lệch tâm | Độ nghiêng | Bán kính |
| ------------------------------------------- | ---------- | ----------------- | --------------------- | ----------- | ---------- | -------- |
| b                                           | —          | 0.0378            | 3.8867907             | <0.24       | 83.65°     | 1.08 R🜨  |
| c                                           | —          | 0.0574            | 7.267302              | <0.24       | 85.94°     | 1.25 R🜨  |
| d                                           | —          | 0.0861            | 13.342996             | <0.25       | 87.09°     | 1.39 R🜨  |
| e                                           | ~2.29 M🜨   | 0.1216            | 22.407704             | <0.24       | 88.24°     | 1.33 R🜨  |
| f                                           | ~1.4 M🜨    | 0.432             | 129.9444              | <0.04       | 89.9°      | 1.17 R🜨  |